# Kasteel Oost (Oost-Maarland)
Kasteel Oost is een van oorsprong middeleeuws kasteel in Oost-Maarland in de Nederlands-Limburgse gemeente Eijsden-Margraten. Het kasteel is een rijksmonument.

## Geschiedenis

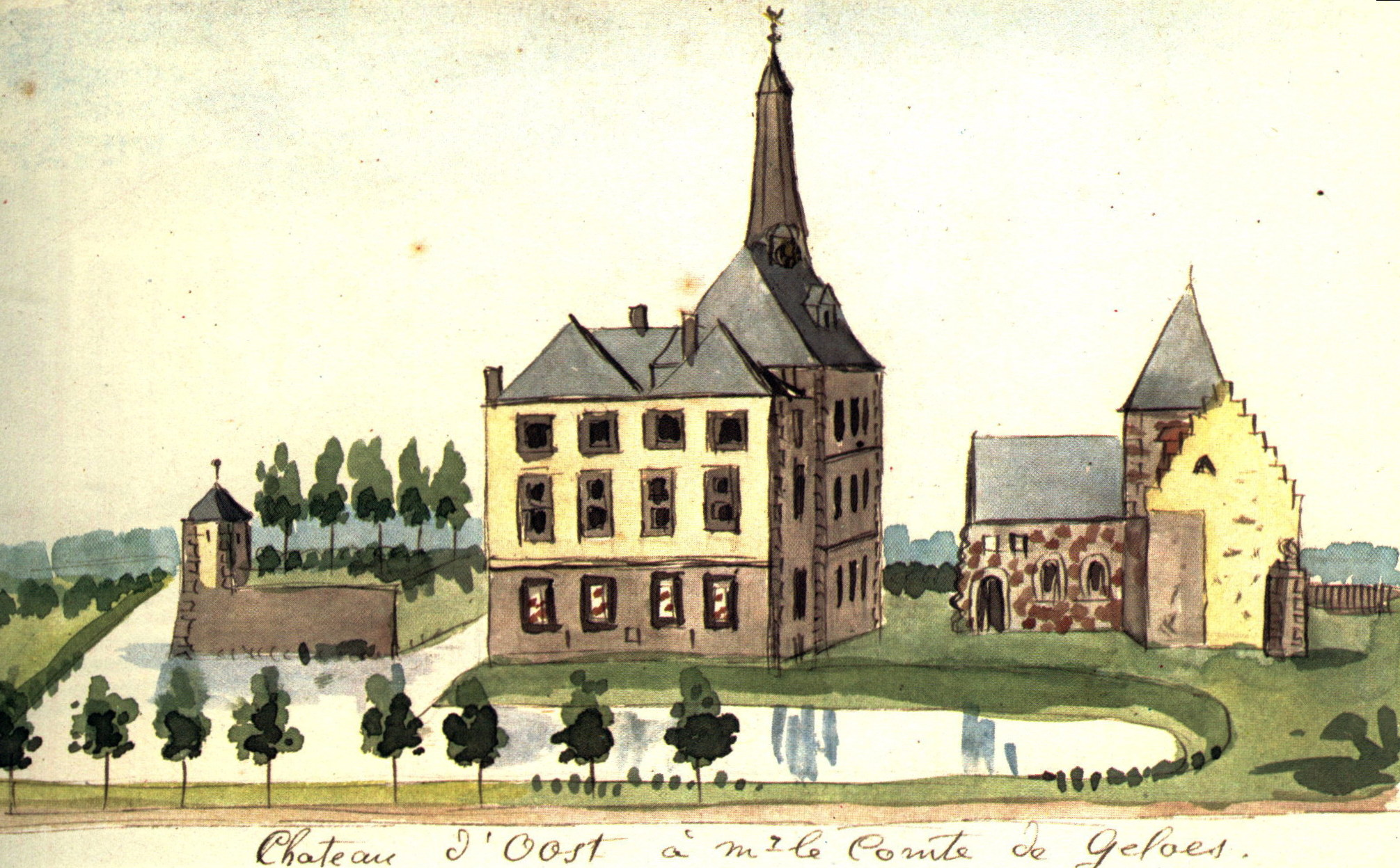
Kasteel Oost rond het midden van de 19e eeuw, getekend door Philippe van Gulpen

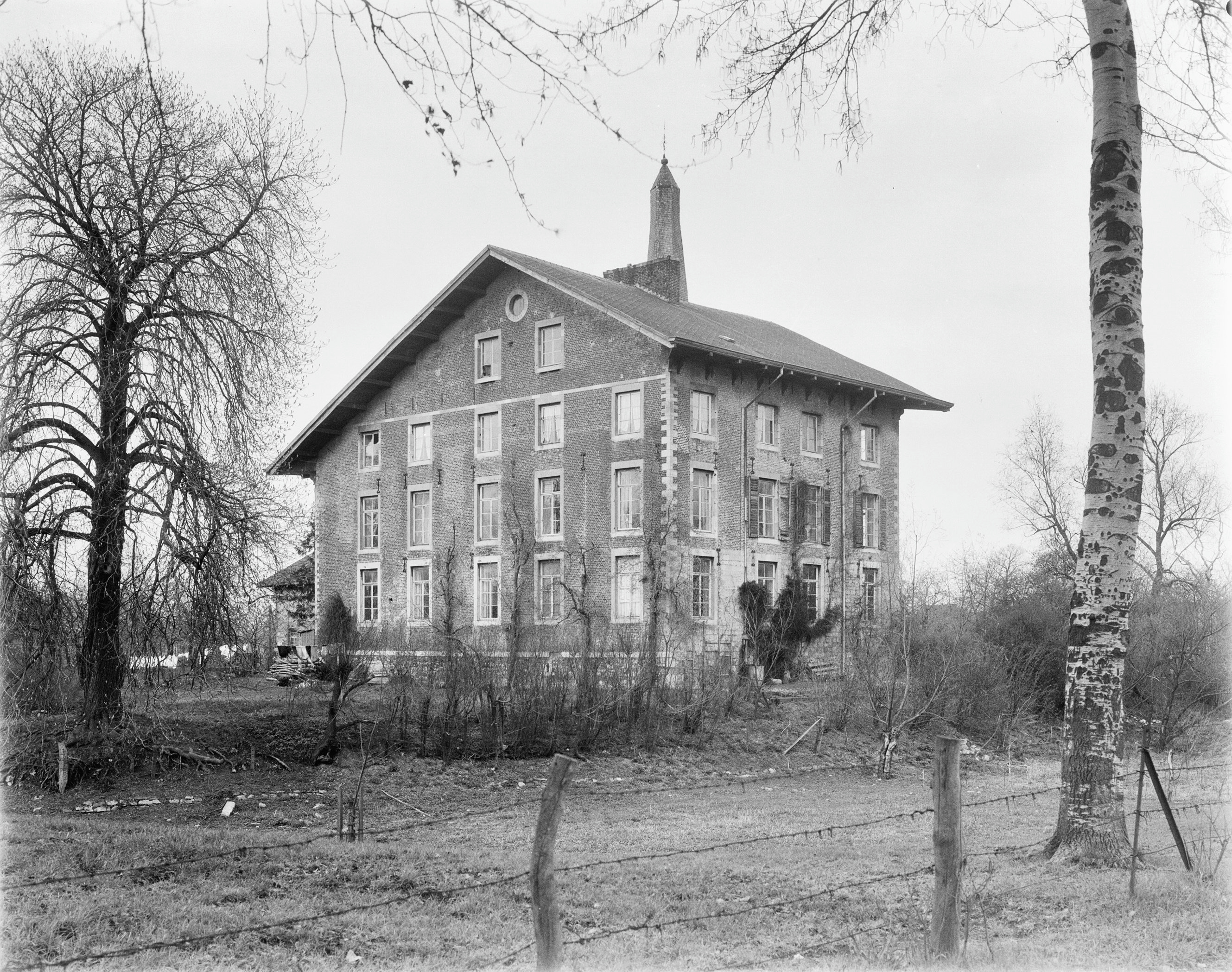
Het kasteel in 1954

Kasteel Oost (oorspronkelijk Oys) was in oorsprong een omgrachte woontoren uit circa 1200. Vanaf 1357 was het de zetel van een heerlijkheid (zonder de hoge justitie) behorende tot het graafschap Dalhem en vallende onder de schepenbank van 's-Gravenvoeren. In 1365 werd het kasteel verwoest, maar later weer hersteld.
In 1548 werd de woontoren uitgebreid met twee aanbouwen. In 1674 werd het kasteel verbouwd, waaraan een wapensteen herinnert. In 1848 volgde een zeer ingrijpende verbouwing, waarbij het werd voorzien van een eenvoudig, chaletachtig zadeldak met dakoversteken, waardoor het een landhuisachtig uiterlijk kreeg. In de jaren 1950 werden enkele bouwvallig geworden vleugels afgebroken, waarna van de oorspronkelijke structuur weinig meer over was.
In 2022 kreeg eigenaar Michel Maes toestemming in het kasteel een luxehotel te vestigen met circa honderd kamers. Nog in hetzelfde jaar ging de verbouwing van start, waarbij onder andere de in de jaren 1950 gesloopte delen worden herbouwd. Ook wordt de 27 meter hoge dakruiter hersteld, waardoor het gebouw weer iets van zijn kasteelachtige uiterlijk terug krijgt. Ook bestaan er plannen om de vroegere kasteeltuin in ere te herstellen.

### Bewoningsgeschiedenis
Het kasteel gaf zijn naam aan het riddergeslacht Van Oys, Henricus van Wyck of van Oys wordt in 1256, 1261 en 1262 vermeld (Bron: HCL, regesten Wittevrouwenklooster Maastricht). De laatste eigenaar uit dit geslacht was Dirk van Oys (die eigenaar werd van kasteel Hillenraad), gehuwd met Felicia van Oupeye. Hij verkocht in 1382 zijn bezittingen in Oost. Het kasteel was toen waarschijnlijk een ruïne.
In 1357 droeg Godart van der Heyden zijn huis, te Oost (de latere Kloppenburg) in leen op aan de hertog van Brabant, die Oost tot heerlijkheid (met alleen de lagere jurisdictie) verhief. Kasteel Oost was toen dus niet de zetel van de heerlijkheid. In 1373 gingen deze heerlijke rechten over naar de heren van Gronsveld.
In de 15e en 16e eeuw was de heerlijkheid in het bezit van de familie Van Holsit, die ook kasteel Oost verwierf. Deze familie was afkomstig uit de Voerstreek en kwam mogelijk oorspronkelijk uit Holset.  Vervolgens werd de familie Van Berghe-Trips eigenaar door het huwelijk van Agnes van Holsit, erfdochter van Oost, met Hieronimus van Berghe genaamd Trips in 1563. Hun afstammelingen bleven eigenaren tot 1648.
In 1657 kwam het kasteel in bezit van Adriaan van Hoensbroeck uit het geslacht van Hoensbroeck-Geul. Hier werd op 28 augustus 1724 Cesar van Hoensbroeck (1724-1792), prins-bisschop van Luik, geboren. Een gevelsteen uit 1674 (zie foto) draagt het alliantiewapen van het echtpaar Hoensbroeck - La Margelle, de grootouders van de Prins-bisschop.
In 1761 werd het kasteel eigendom van de graven De Geloes, heren van Eijsden. Deze familie bleef eigenaar van het kasteel, met onderbreking in de Franse Tijd, tot 1936. In dat jaar stierf de mannelijke lijn uit en huwde een dochter met graaf Marcel de Liedekerke de Pailhe.
In 1958 werd beeldend kunstenaar Teun Roosenburg de nieuwe eigenaar, na er eerst als huurder van graaf de Liedekerke gewoond te hebben. In 1971 verkocht de graaf de oorspronkelijk bij het kasteel behorende hoeve (voorheen koetshuis) aan een andere partij.
Sinds 2004 is het kasteel, met de kasteelhoeve en omliggende weilanden, eigendom van de zakenman Michel Maes, die echter sinds 2019 in het naburige kasteel De Burght in Heer woont.

### Heren van Oost in Maastricht
Zoals de meeste adellijke families, bezaten de heren van Oost een refugie- of poorthuis in een nabije stad. Bij de familie Van Holsit was dat de Poort van Oost in Maastricht. Het gebouw aan de Kapoenstraat nrs. 3-5 bestaat nog en is sinds 1966 een rijksmonument. De familie Van Holsit leverde meerdere schouten en schepenen in Maastricht en omgeving. In 1575-1576 was jhr. Wynant van Oest burgemeester van Maastricht (van Luikse zijde), maar hij werd "om wettige redenen" gedurende zijn ambtstermijn vervangen. In de 17e eeuw was de Poort van Oost eigendom van de familie Van Berghe-Trips, die tot de adellijke buitenburgers van Maastricht behoorde. Het is niet duidelijk of deze familie verbonden was met Kasteel Oost.

## Beschrijving
De oorspronkelijke woontoren vormt de kern van het tegenwoordige Kasteel Oost. Deze bestaat uit een kelder met daarboven drie verdiepingen. De oorspronkelijke hoogte moet minimaal twaalf meter zijn geweest. Het oudste muurwerk dat nog in een der zijgevels aanwezig is, is opgebouwd uit breuksteen en dateert vermoedelijk uit de 12e of 13e eeuw. De toren werd in 1548 uit mergelsteen opgetrokken en ingepast in een verbouwing waarbij een bakstenen aanbouw uit kolenzandsteen van gelijke grootte als de woontoren. De ingang werd hierbij verplaatst naar een nieuw gebouwde achtkantige traptoren. Deze toren is in het huidige gebouw nog steeds beeldbepalend. Het bouwjaar 1548 is zichtbaar in een gebeeldhouwde fries.

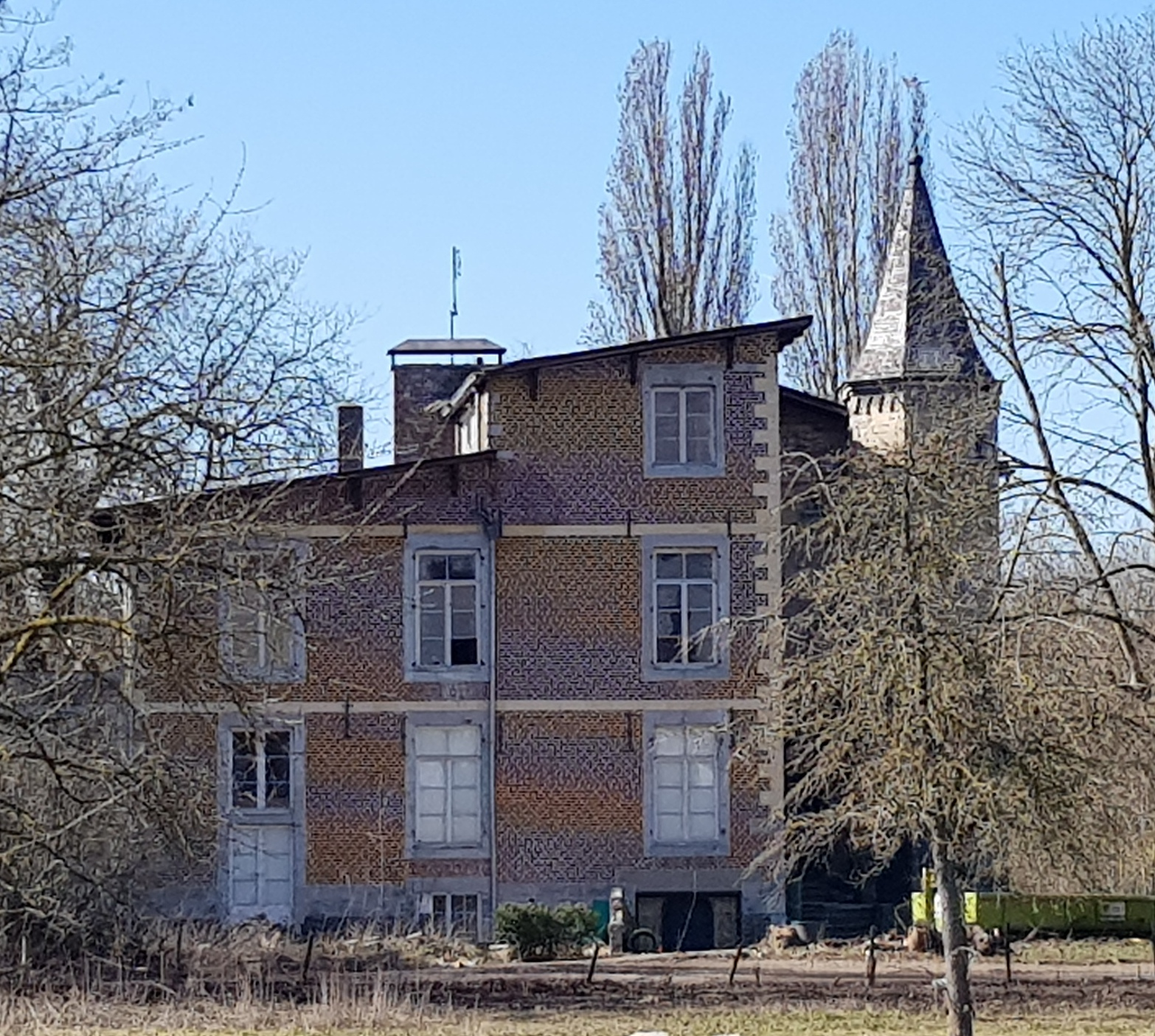
Hoofdgebouw (2021)
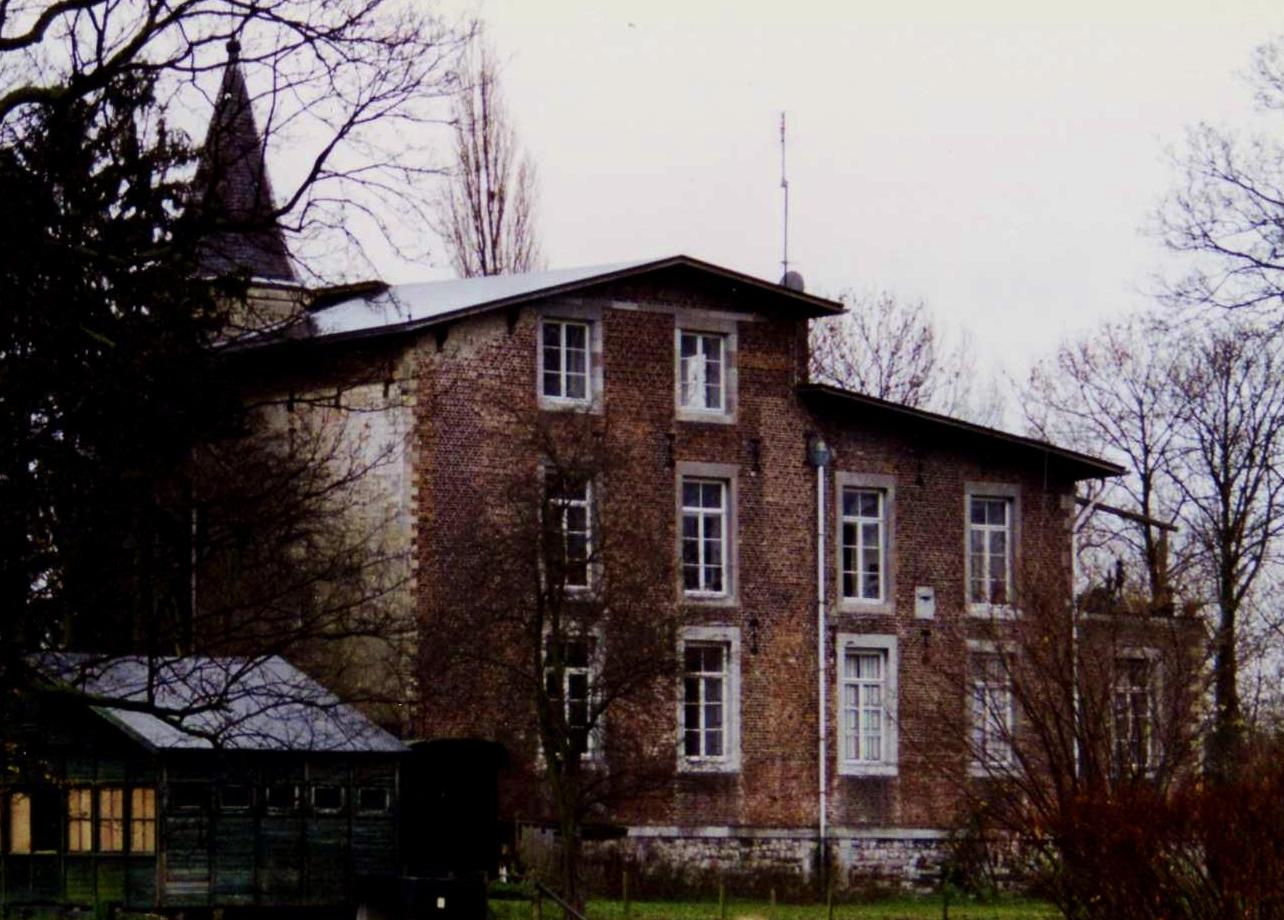
Idem (2012)
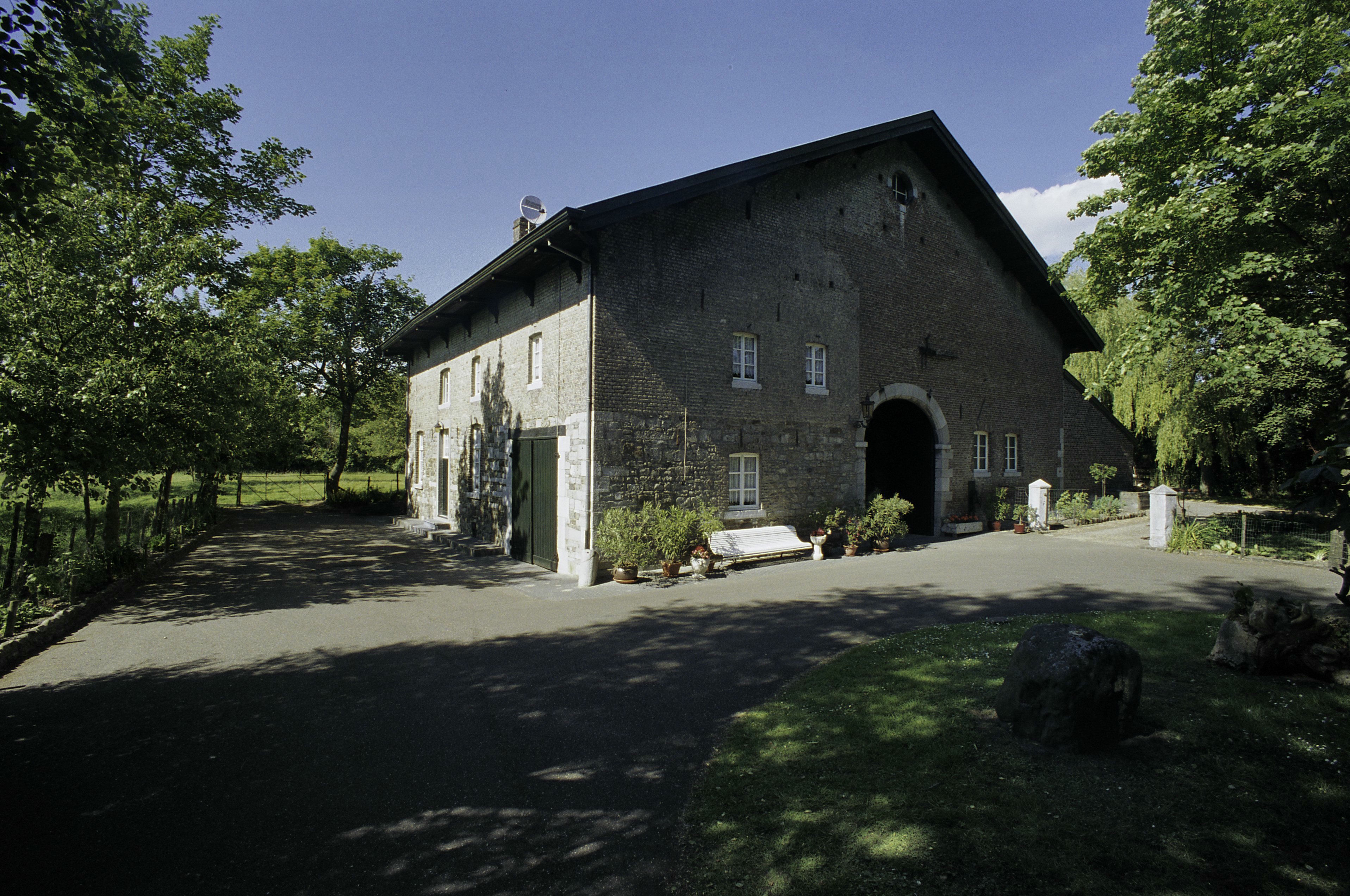
Kasteelhoeve (2005)
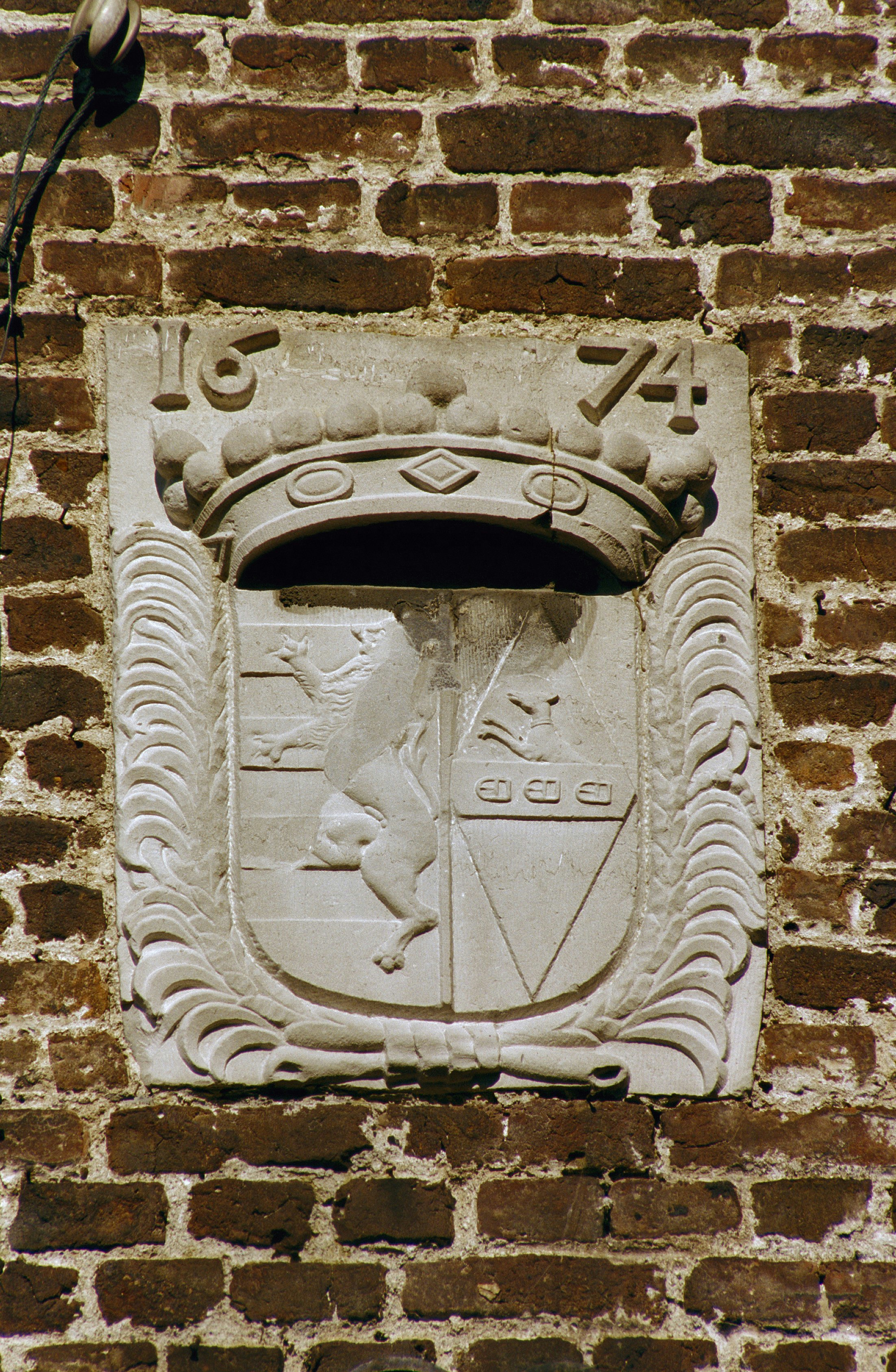
Wapensteen uit 1674
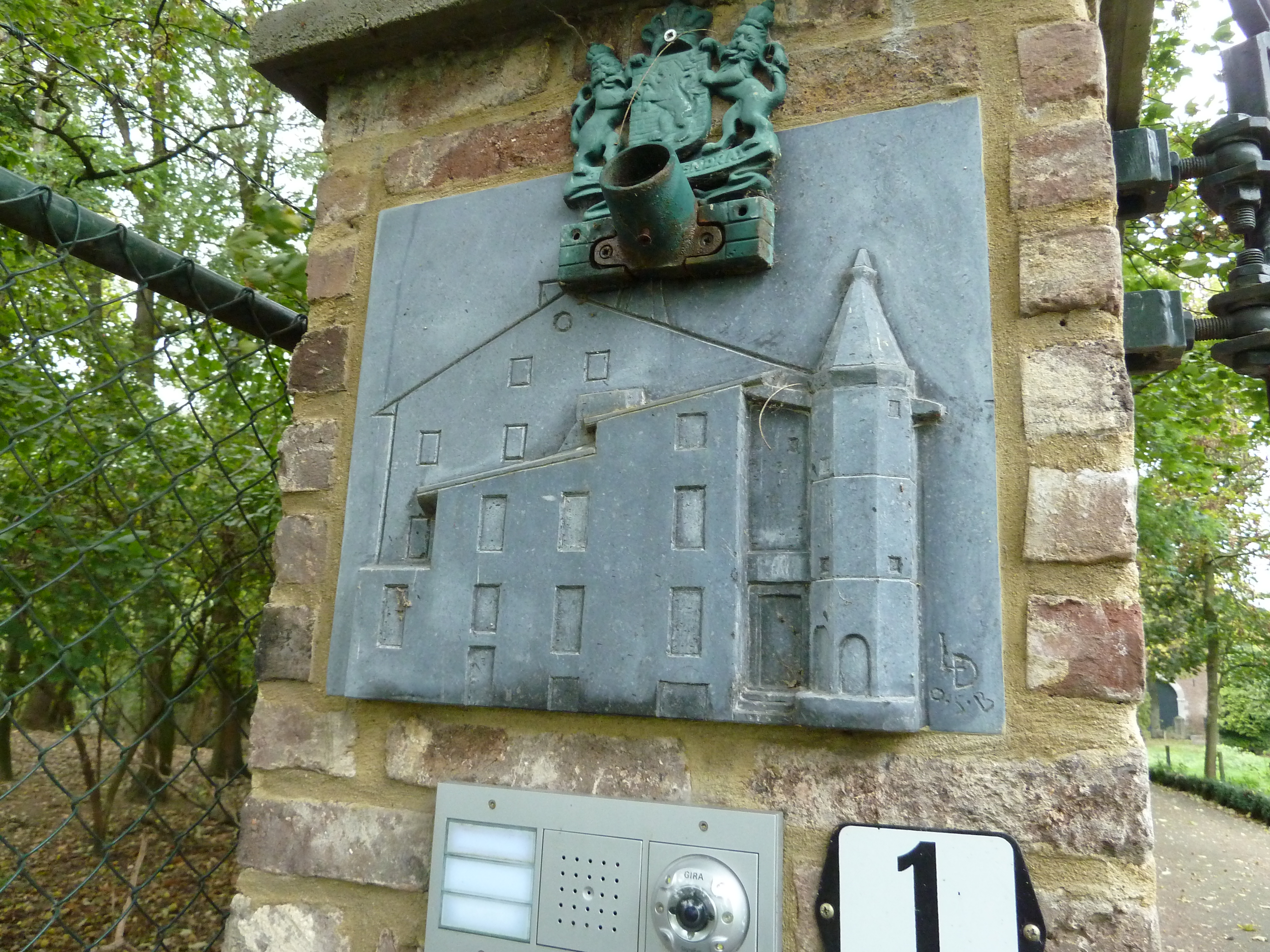
Plaquette met reliëf